# Dronterland

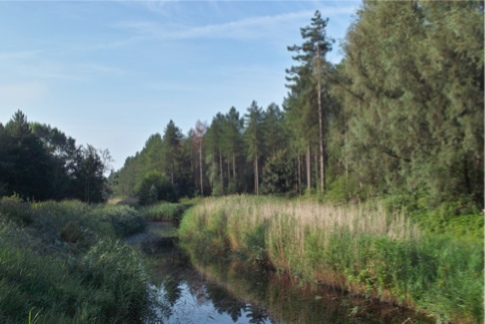
Roggebotbos in Dronterland

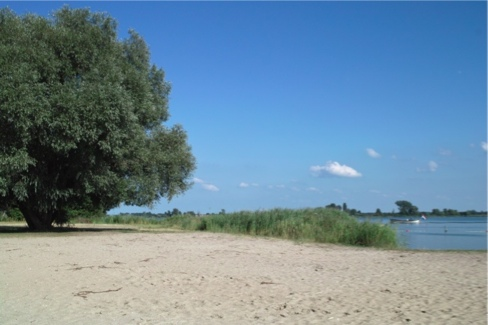
Een randmeer aan het Dronterland

Het Dronterland werd door oud-burgemeester Eppo van Veldhuizen (1972-1980) geïntroduceerd in een lied over het land van Dronten, de gemeente in Flevoland. In 2012 werd Dronterland geïntroduceerd als streeknaam voor het gebied van Oostelijk Flevoland dat onder gemeente Dronten valt en waarvan de plaats Dronten het centrum is. 

## Dronterland
In het gebied liggen behalve Dronten, de dorpen Biddinghuizen en Swifterbant en ook Ketelhaven en de landschappen Roggebotsluis en Kamperhoek. Het gebied bestrijkt een oppervlakte van zo'n 42.000 hectare, inclusief de randmeren tussen het IJsselmeer en het puntje van het Veluwemeer. Na het droogvallen van Oostelijk Flevoland in 1957, kwamen in 1962 de eerste bewoners naar Dronten. Deze polderpioniers bouwden aan een nieuwe gemeente. Tien jaar later werd, wat toen de Zuidelijke IJsselmeerpolders heette, gemeente Dronten. Dronten was een van de eerste gemeenten die aan citymarketing deed. Het was immers gebouwd om te groeien. Het roemruchte Total Design van Wim Crouwel en Ben Bos, werd aangetrokken om een identificatieprogramma te ontwikkelen. het beeldmerk van de zeven meerpalen in een constructieve vorm staat nog steeds symbool voor de gemeente en de gemeenschap van Dronten. 
De rol van gemeenten is in de loop der jaren sterk veranderd. Er wordt steeds meer onderscheid gemaakt tussen de gemeente als dienstverlenende organisatie en de gemeente als ruimtelijke omgeving. Daarbij worden steeds meer gemeentelijke taken in samenwerkingsverbanden uitgevoerd. Het gemeentebestuur van Dronten koos er in 2012 voor om buiten de gemeentenaam het huidige Dronten een streeknaam mee te geven die niet van gemeentegrenzen afhankelijk is. Dronterland. 
Daarnaast heeft het gemeentebestuur ervoor gekozen Dronten zelf voortaan als stad te duiden. Dronten heeft zich door het niet doorzetten van de Markerwaard op een andere manier ontwikkeld dan aanvankelijk was voorzien en heeft daarmee een verbindende functie verworven tussen Metropoolregio Amsterdam en het IJsseldeltagebied.

## Ontstaansgeschiedenis
Begin 2012 vond burgemeester Aat de Jonge van de gemeente Dronten (Flevoland) dat zijn gemeente beter af was met een nieuwe naam. "Dit moet verwarring tussen de gemeente Dronten en de stad Dronten voorkomen. Onder de gemeente Dronten vallen ook Biddinghuizen en Swifterbant. Zij behoren wel tot het geheel, maar niet tot de kern”, aldus De Jonge. Volgens de burgemeester kon deze onduidelijkheid in één klap worden opgehelderd door de gemeente een volledig nieuwe naam te geven. Hij hoopte dat zowel inwoners als de gemeenteraad serieus over het voorstel wilden nadenken. Na een halfjaar met veel discussie over de voor- en nadelen kwam uit de collegevergadering van 30 augustus 2012 het volgende:
De gemeentenaam en de plaatsnaam Dronten werden niet gewijzigd. Er kwam wel een streeknaam. Hiervoor werd de suggestie van Stichting Geschiedschrijving Dronten overgenomen: 'Dronterland'. Met het invoeren van 'Dronterland' als streeknaam werd het landelijk gebied het verbindende landschap. De streek Dronterland omvat het hele gebied dat onder de gemeente Dronten valt. Het invoeren van de streeknaam bracht minder kosten met zich mee dan de wijziging van de gemeentenaam.
Het gebruik van de streeknaam werd in 2020 in de marketing van Dronten weer losgelaten.